# Jan Peveling
Jan Peveling (* 31. Dezember 1987 in Ahlen) ist ein ehemaliger deutscher Handballspieler.

## Karriere
Peveling begann das Handballspielen beim ASV Senden. Im Jahr 1997 schloss sich der Handballtorwart der Ahlener SG an. Mit der A-Jugend wurde er westdeutscher Meister. Nach seiner Zeit im Jugendbereich spielte Peveling in der Zweitligamannschaft der Ahlener SG und war mit einem Zweitspielrecht für den Regionalligisten Soester TV ausgestattet. Im Sommer 2010 wechselte er zum Zweitligisten HG Saarlouis. Im Sommer 2012 wechselte Peveling zum Zweitligisten SV Henstedt-Ulzburg. In der Saison 2016/17 trat der SV Henstedt-Ulzburg als HSG Nord HU an. Anschließend gehörte er dem Kader des HSV Norderstedt an, der jedoch noch vor Saisonbeginn seine Mannschaft vom Spielbetrieb zurückzog. Im August 2017 wurde Peveling vom Handball Sport Verein Hamburg unter Vertrag genommen. Im Sommer 2018 schloss sich Peveling dem Oberligisten VfL Fredenbeck an, für den er bis Januar 2020 das Tor hütete. Im Oktober 2020 kehrte er zum Handball Sport Verein Hamburg zurück. Mit dem Handball Sport Verein Hamburg stieg er 2021 in die Bundesliga auf. Anschließend beendete er seine Karriere. In der zweiten Saisonhälfte der Spielzeit 2021/22 hütete er das Tor des SH-Ligisten MTV Lübeck.
Peveling ist in der Saison 2024/25 beim Regionalligisten SV Beckdorf als Torwarttrainer tätig.

## Privates
Er ist mit der Handballspielerin Antje Peveling verheiratet.